# 黑唇凹腹鱈
黑唇凹腹鱈，為輻鰭魚綱鱈形目鼠尾鱈科的其中一種。分布於中西太平洋新喀里多尼亞西部海域，屬深海底棲魚類，棲息深度在745-825公尺，體長可達23公分，棲息在底層水域，生活習性不明。